# Zawiercie Kądzielów
Zawiercie Kądzielów – przystanek kolejowy w Zawierciu. Obiekt powstał w ramach projektu „Rewitalizacja i odbudowa częściowo nieczynnej linii kolejowej nr 182 Tarnowskie Góry – Zawiercie”, która to linia umożliwia dojazd koleją z obu stron do portu lotniczego „Katowice Airport” w Pyrzowicach.